# 佐々木久子

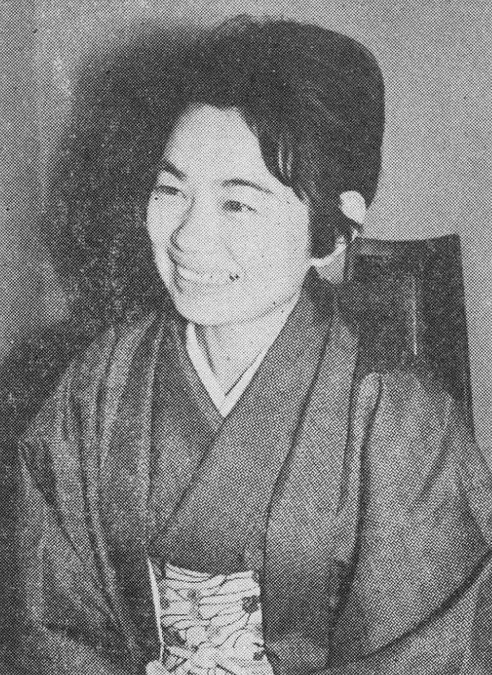
佐々木久子（1967年）

佐々木 久子（ささき ひさこ、1927年2月10日 - 2008年6月28日）は、日本の編集者、評論家、随筆家である。雑誌『酒』（1955年 - 1997年）編集長。「カープを優勝させる会」を旗揚げし奔走したことで知られる。

## 来歴・人物
広島県広島市出身。3歳から酒をたしなむ。広島女子商業学校（現広島翔洋高等学校）を経て広島大学に進学。1945年には広島市への原子爆弾投下により爆心地から1.9km離れた自宅で被爆。自身は母親と共に救出されたが、5年後には父親を原爆症により亡くした。第二次世界大戦後は広島で青年運動・平和運動・新劇などの活動もしていた。
大学卒業後、単身で上京。1955年4月、雑誌『酒』を創刊。以来1997年までの42年間にわたり、編集長を務めた。また1960年代半ばには新潟県の地酒「越乃寒梅」にいち早く着目し、その後興った“地酒ブーム”の火付け役にもなっている。1985年、厚生省（現厚生労働省）の諮問機関「おいしい水研究会」委員に就任した。
1990年代後半から仕事のペースを落とし、1997年には創刊以来編集長を務めた『酒』を501号をもって休刊したが、21世紀になってからも地元の中国放送(RCC)などで社会評論を続け、2003年には自身最後となる著書を出版した。その後、2005年に脳梗塞のため療養生活に入り、2008年、多臓器不全のため81歳で死去。結婚はせず、生涯独身だった。

## 人物・交友関係
1956年早々、創刊から1年で赤字のため廃刊に追い込まれかけた『酒』を小説家の火野葦平が救った。火野は、命ある限り無償で執筆する旨の証文を書き、同誌に原稿とトビラを約束どおり1960年のその死まで書き続けた。また多くの文人を紹介した。
またおなじころ、前年1955年2月に小説家であり夫の坂口安吾を亡くし、1956年早々に東京・銀座で文壇バー「クラクラ」を開いたばかりの坂口三千代に、『クラクラ日記』の執筆を勧めたのも佐々木であった。『クラクラ日記』は1957年から11年間同誌で連載され、1967年に文藝春秋から単行本として出版、翌1968年には若尾文子主演でテレビドラマにもなった。
1966年、佐々木とは公私ともに親交の深かった梶山季之をはじめ、藤原弘達、石本美由起、木村功、杉村春子、森下洋子、灰田勝彦ら、広島出身者や縁のある文化・芸能人にアンチ巨人の大宅壮一、梶山の飲み友達だった田辺茂一を加えて「カープを優勝させる会」を結成。故郷・広島にあり、プロ野球・セントラル・リーグの弱小球団として辛酸をなめてきた広島東洋カープを支援するため、代表世話人となって奔走した。応援の甲斐あって10年後の1975年10月にカープはセントラルリーグで初優勝し、これを機に解散。しかしカープの成績は再び下降したため、佐々木は1978年に「再びカープを優勝させる会」を結成し、翌年から2年連続の日本選手権シリーズ優勝（カープ初の日本一）を見届けた。その後もカープへの応援や激励のために度々マスメディアに登場し、カープを応援する知識人として認知されていた。
週刊文春1981年6月18日号の記事に「講演者ワースト3」として竹村健一、石原慎太郎とともに名前を挙げられ理由は、竹村（傲岸不遜）、石原（土壇場で断る）、そして佐々木はカープの応援に行って講演をスッポかす、と書かれている。

## ビブリオグラフィ
- 『浮気笑論 - 男がサカナにされる本』、日本文芸社、1966年
- 『酒と旅と』、白馬出版、1972年
- 『酒縁歳時記』、鎌倉書房、1977年
- 『男百人男だけの肴』、田中小実昌、やなせたかし、加藤和彦らと共著・編著、鎌倉書房、1978年
- 『酒恋うる話』、鎌倉書房、1979年
- 『酒 - はる・なつ・あき・ふゆ』、集英社文庫、1982年
- 『地酒と肴'83 - 四季の味特選』、鎌倉書房、1983年
- 『佐々木久子のお酒とつきあう法』、東電文庫、1983年
- 『酒と旅と人生と』、集英社文庫、1983年 ISBN 4087507025
- 『あまからぴん』、ミリオン書房、1985年 ISBN 4943948170
- 『酒に生きるおやっさん』、鎌倉書房、1989年 ISBN 4308004586
- 『おいしいもの見つけた』、ミリオン書房、1990年 ISBN 4943948421
- 『続・酒に生きるおやっさん』、鎌倉書房、1990年 ISBN 4308004985
- 『酒の旅人 - 佐々木久子の全国酒蔵あるき』、実業之日本社、1994年 ISBN 4408210293
- 『覚むれば独り』、短歌研究社、1994年 ISBN 4885511410
- 『わたしの放浪記』、法藏館、1995年 ISBN 4831880647
- 『今宵も美酒を』、有楽出版社、2003年 ISBN 4408591823

## テレビ番組
- ライオンのいただきます
- 一枚の写真